# Cairn van Barnenez
De Cairn van Barnenez (Kerdi Bras in het Bretons) is een megalithisch monument uit het neolithicum, gelegen in het gehucht Barnenez van de gemeente Plouezoc'h, aan de noordkust van Finistère, in het Franse Bretagne. 
Het complex is 75 m lang, en eigenlijk samengesteld uit twee aangrenzende stapelmuren, die elf dolmens met een toegang overdekken. 
Dit complex is het grootste megalithische ganggraf, na dat van Newgrange in Ierland, en een van de oudste monumenten van Europa. De bouw wordt gesitueerd tussen 5010 en 4400 voor Christus, waarschijnlijk rond 4700 v.Chr. Dat is ongeveer 2.100 jaar eerder dan de oudste Egyptische piramides, maar wel zo’n 7.000 jaar na de eerste Natufische nederzettingen in het Midden-Oosten, 5.000 jaar na de bouw van de tempel van Göbekli Tepe in Anatolië en 3.600 jaar na de bouw van de Toren van Jericho op de Westelijke Jordaanoever.
De Cairn van Barnenez wordt beheerd door het Centre des monuments nationaux, een dienst van het Ministerie van Cultuur. Toegang tot de site en het bezoekerscentrum is betalend. Sommige delen van het monument zijn gesloten voor het publiek. Tijdens de coronapandemie in 2020-2021 was het monument tijdelijk gesloten.